# PlayStation 4
A PlayStation 4 (プレイステーション4, Pureisutēshon Fō; oficialmente abreviada como PS4) é uma consola de videojogos, da oitava geração com arquitetura x86, produzida pela empresa Sony Interactive Entertainment e lançada em novembro de 2013, como a quarta edição da série PlayStation, sucessora da PlayStation 3, competindo directamente com a Wii U da Nintendo e, com a Xbox One da Microsoft.
Foi anunciada em fevereiro de 2013 durante uma conferência de imprensa da Sony em Nova Iorque, no evento "PlayStation Meeting 2013" cujo tema foi "O Futuro da PlayStation". Foi lançada na América do Norte a 15 de novembro de 2013, na Europa e América do Sul a 29 de novembro de 2013 e no Japão a 22 de fevereiro de 2014. A PlayStation 4 é a primeira consola da Sony a ser oficialmente e legalmente editada na China desde a PlayStation 2, depois do levantamento da proibição que durou 14 anos.
Afastando-se da arquitectura Cell da sua antecessora, a PlayStation 4 é a primeira da série da Sony que apresenta arquitectura x86, mais especificamente com a Unidade de Processamento Acelerado (UPA) AMD x86-64, uma plataforma amplamente usada e comum em muitos dos microcomputadores modernos. A ideia é fazer com que o desenvolvimento de jogos eletrónicos seja mais fácil para a consola, atraindo uma ampla gama de grandes e pequenos produtores. Estas mudanças destacam o esforço da Sony para melhorar as lições aprendidas durante o desenvolvimento, produção e lançamento da PlayStation 3. Outros recursos de hardware notáveis da PlayStation 4 incluem 8GB GDDR5 de memória, um leitor Blu-ray mais rápido e um GPU que consegue um desempenho de 1.843 TFLOPS/s. Em conversa para a revista Edge, vários produtores de videojogos descrevem a diferença de desempenho entre a PlayStation 4 e a Xbox One como "'significativa' e 'óbvia'".
A consola permite vários métodos de interactividade com outros serviços e aparelhos incluindo; a PlayStation App, uma aplicação que melhora e expande a interactividade com a consola usando aparelhos iOS e Android; o Remote Play, que permite activar a PlayStation 4 à distância para continuar a jogar num segundo ecrã via PlayStation Vita ou dispositivos Xperia; o PlayStation Now, um serviço de computação em nuvem baseado em Gaikai, que oferece videojogos e outros conteúdos em stream. Pela incorporação de um botão de partilha (SHARE) no novo comando, o DualShock 4, faz com que seja possível exibir conteúdo que está a ser jogado e transmitido ao vivo aos amigos, ou mesmo partilhar jogos através da característica ‘Share Play’, desta maneira a Sony planeia colocar assim mais foco nos aspectos sociais da consola.
Foi muito bem recebida pelos críticos e pelos consumidores com as análises a destacarem o design, o novo DualShock 4 e o hardware. Um sucesso comercial, a PlayStation 4 vendeu mais de um milhão de unidades nas primeiras 24 horas e, até março de 2020, já tinham sido vendidas mundialmente mais de 110,4 milhões de unidades, estando entre as consolas mais vendidas de sempre.
Em setembro de 2016, a Sony revelou dois novos sistemas, revisões do hardware da PlayStation 4: a versão “slim”, que corresponde a um design menor do sistema original; e a versão "Pro", com uma GPU melhorada e a CPU com frequência de relógio aumentada para suportar jogos na resolução 4K e com mais capacidade de armazenamento.

## História

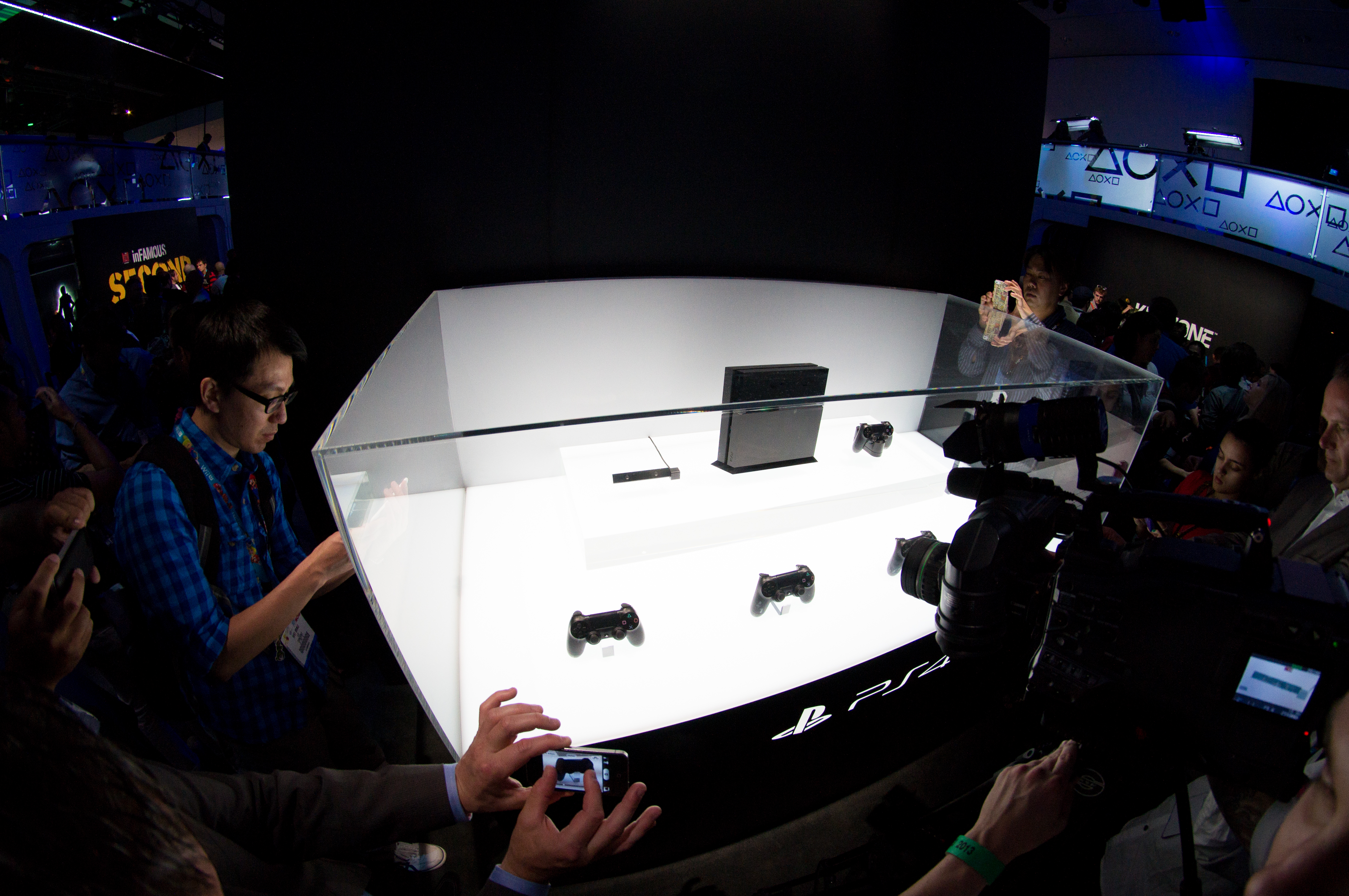
A PlayStation 4 e os seus acessórios em exposição durante a E3 de 2013.

De acordo com Mark Cerny, arquitecto-chefe do sistema, o desenvolvimento da oitava geração de consolas da Sony, a PlayStation 4 (PS4), começou em 2008. Menos de dois anos antes, a PlayStation 3 tinha sido lançada oficialmente, depois de meses de atrasos relacionados com problemas na produção. O atraso colocou a Sony quase um ano atrás da Xbox 360 da Microsoft, que já estava próxima das 10 milhões de unidades vendidas quando a PlayStation 3 foi lançada. Jim Ryan, CEO da PlayStation Europa, disse que a empresa nipónica queria evitar repetir o mesmo erro com a PlayStation 4.
Em 2012, começaram a aparecer rumores de que a Sony estava a enviar kits de desenvolvimento para produtores de jogos, que consistia num PC modificado executando o chipset AMD Accelerated Processing Unit (antes AMD Fusion).
No início de 2013, a Sony anunciou que um evento conhecido como "PlayStation Meeting 2013" realizar-se-ia em Nova Iorque a 20 de fevereiro de 2013, com o objectivo de descobrir "O Futuro da PlayStation". A PlayStation 4 foi anunciada oficialmente durante o evento. Foi revelado detalhes sobre o hardware da consola e discutidos alguns dos novos recursos que iria apresentar. Também foram mostradas imagens em tempo real de jogos em desenvolvimento, bem como algumas demonstrações técnicas. A Sony deu mais informações sobre a PlayStation 4, bem como mostrou o aparelho, a 10 de junho de 2013 durante a E3 de 2013.

### Lançamento
A data de lançamento da PlayStation 4 assim como outras informações, foram confirmadas durante a conferência de imprensa da empresa na gamescom em Colónia, Alemanha a 20 de agosto de 2013. A consola foi lançada a 15 de novembro de 2013 nos Estados Unidos e Canadá, seguindo-se mais lançamentos a 29 de novembro. No final de 2013, a PS4 foi também lançada em mais países europeus, asiáticos e sul americanos, antes do lançamento no Japão a 22 de fevereiro de 2014.
A PlayStation 4 é a primeira consola da Sony a ser oficialmente e legalmente editada na China desde a PlayStation 2, depois do levantamento da proibição que durou 14 anos. A Sony finalizou as negociações com o Governo chinês em maio de 2014 por forma a vender os seus produtos nesse território, com a PS4 a ser o primeiro a ser lançado. Kazuo Hirai, chefe executivo, disse: “O mercado chinês, apenas pelo seu tamanho, é obviamente um grande mercado com potencial para os produtos de videojogos ... Acho que podemos ter o mesmo sucesso que tivemos noutras partes do mundo com a PS4.” Com lançamento inicial previsto para 11 de janeiro de 2015, a Sony, devido a várias razões, optou por riscar dos planos a data previamente definida. Uma das fontes do Reuters disse que uma dessas razões é a negociação prolongada com as autoridades chinesas. O lançamento naquele território foi a 20 de março de 2015.
| Data                    | Pais |
| ----------------------- | --- |
| 15 de novembro de 2013  | Canadá, Estados Unidos |
| 29 de novembro de 2013  | Alemanha, Argentina, Austrália, Áustria, Bélgica, Brasil, Chile, Colômbia, Costa Rica, Dinamarca, Equador, El Salvador, Espanha, Finlândia, França, Guatemala, Holanda, Irlanda, Itália, Luxemburgo, México, Noruega, Nova Zelândia, Panamá, Peru, Polónia, Portugal, Reino Unido, Rússia, Suécia, Suiça |
| 13 de dezembro de 2013  | África do Sul, Arábia Saudita, Bahrein, Bolívia, Emirados Árabes Unidos, Eslováquia, Grécia, Hungria, Kuwait, Nicarágua, Oman, Paraguai, Qatar, Republica Checa, Turquia, Uruguai |
| 17 de dezembro de 2013  | Coreia do Sul, Hong Kong (China), Macau (China) |
| 18 de dezembro de 2013  | Taiwan |
| 19 de dezembro de 2013  | Singapura |
| 20 de dezembro de 2013  | Malásia |
| 6 de janeiro de 2014    | Índia |
| 9 de janeiro de 2014    | Indonésia |
| 14 de janeiro de 2014   | Filipinas, Tailândia |
| 22 de fevereiro de 2014 | Japão |
| 20 de março de 2015     | República Popular da China |
|                         | |

## Hardware
As tecnologias encontradas na PlayStation 4 são relativamente semelhantes às dos computadores, o que provavelmente irá tornar mais fácil e menos caro para os produtores criarem jogos, já que a arquitectura lhes será mais familiar.

### Especificações técnicas
A PlayStation 4 usa um processador desenvolvido pela AMD em cooperação com a Sony. Combina uma unidade de processamento central (CPU) e uma unidade de processamento gráfico (GPU), assim como outros componentes, como um controlador de memória e um descodificador de video. O CPU consiste em dois módulos quad-core Jaguar, num total de oito núcleos x86-64. De acordo com a Sony o CPU da PlayStation 4 é dez vezes mais rápido do que aquele encontrado na PlayStation 3. A unidade de processamento gráfico (GPU) é composta por 18 unidades de computação baseadas na próxima geração da AMD Radeon de 800 MHz, para um total de 1 152 processadores em stream, resultando num desempenho máximo teórico de 1,843 TFLOPS/s, fazendo dela a consola mais poderosa do mercado. A memória GDDR5 do sistema utiliza uma interface de 256-bit, cronometrado a 5 500 MHz, capaz de 176 GB/s de largura de banda, e de ler a uma frequência de relógio máxima de 2,75 GHz (5 500 MT/s). A consola contém 8 GB de memória GDDR5, 16 vezes mais do que a encontrada na PlayStation 3, e é dita como sendo bem-vinda pelos produtores, procurando dar à consola uma longevidade considerável. Inclui também um chip secundário personalizado que lida com as características de descarregar, carregar e sociais. Este chip permite que o sistema possa perfeitamente descarregar jogos em segundo plano, mesmo quando o sistema está desligado (em modo de espera). A consola também contém um módulo de áudio, que suporta conversa enquanto se joga assim como "uma enorme quantidade" de streams de audio para se usar em-jogo.
O leitor óptico lê discos Blu-ray a 6xVAC (velocidade angular constante) para uma velocidade de leitura máxima de 27 MB/s – três vezes mais rápido que na PlayStation 3, que tem velocidade máxima de 9 MB/s. Para aumentar a capacidade de leitor a óptica, a PS4 inclui uma característica de hardware on-the-fly Zlib, um módulo de descompressão, permitindo uma largura de banda real superior, enquanto que ao mesmo tempo, a consola irá continuamente guardar dados no seu disco rígido, até lendo dados mesmo quando um jogo não está activo no leitor óptico, formando parte da estratégia da Sony PlayGo. Apesar da consola apoiar saída de resolução 4K para fotos e vídeos, não se espera que os jogos possam ser processados nessa resolução, acreditando-se que 1080p seja a resolução máxima para os jogos da PlayStation 4. Inclui uma unidade de disco rígido inicial com 500 GB de capacidade, que pode ser aumentado pelo utilizador. A consola também suporta armazenamento no formato SSD. Uma nova versão com 1TB de capacidade foi lançada a 15 de julho de 2015 na Europa e nalguns territórios PAL.
A PlayStation 4 conta com a conectividade de rede sem fios 802,11 b/g/n Wi-Fi, bem como ligação Ethernet (10BASE-T, 100BASE-TX and 1000BASE-T, duas entradas USB 3.0 e Bluetooth 2.1. Uma porta auxiliar também está incluída para a ligação com a PlayStation Camera, uma câmara digital que detecta movimentos, introduzida inicialmente na PlayStation 3. O sistema virá empacotado com um auricular, que pode ser ligado ao DualShock 4. Para as opções de saída existe o HDMI e o áudio S/PDIF óptico. A PlayStation 4 não tem saídas analógicas de video/audio.
A PlayStation 4 tem a característica de "modo suspenso". Este modo coloca o aparelho num estado de baixo consumo, permitindo aos jogadores retomar o jogo no imediato assim que a consola é de novo "acordada". Também consegue fazer transferências de conteúdo e actualizações do sistema operativo enquanto está neste modo. O modo ficou disponível com a actualização 2.50.

#### Sistema operativo
O software do sistema PlayStation 4 é um firmware actualizável e o sistema operativo da PlayStation 4. O sistema operativo nativo da PlayStation 4 é o Orbis OS, que é uma bifurcação da versão 9.0 do FreeBSD, lançado em 12 de janeiro de 2012. A consola tem dois API's gráficos, um de baixo nível, o GNM, e outro de nível alto, o GNMX. O PlayStation Shader Language da Sony foi introduzido na PlayStation 4.
Outros componentes incluem Cairo, jQuery, Mono e WebKit. O Software Development Kit é baseado em LLVM e clang.

### Controladores
O DualShock 4 é o controlador principal da PlayStation 4, com preços $59 US$59 CA/€59/£54. É semelhante ao DualShock 3, a conexão com a consola é via Bluetooth 2.1 + EDR. O DualShock 3 não será compatível com a PlayStation 4. O DualShock 4 está equipado com vários recursos novos, incluindo uma base táctil de dois pontos na parte da frente do controlador, que pode ser clicado. O controlador irá suportar a detecção de movimento por meio de um giroscópio de três eixos juntamente com três eixos de acelerómetros que contêm vibração melhorada. Inclui uma bateria de lítio-ion recarregável mas não-removível, capaz de armazenar 1 000 mAh. O projecto experimental pesava 210 g (7,4 oz), tem dimensões de 162 × 52 × 98 mm (6,4 × 2,0 × 3,9 in), e tem um suporte de plástico e borracha para aumentar a aderência. O exemplar mostrado no evento da revelação da PlayStation 4 era de um produto "quase final". O DualShock 4 é o primeiro controlador PlayStation da Sony oficialmente compatível com Windows.
O controlador dispõe de várias ligações de saída. Um conector estéreo (conector TRS de 3,5 mm), vai permitir a ligação de um auricular de ouvido, para permitir ao utilizador falar e ouvir áudio simultaneamente. Uma entrada microUSB e uma entrada de extensão também estão incluídas. Pode ser recarregado via microUSB através de carregador em separado ou na consola (mesmo quando esta está desligada). Inclui também um altifalante mono.

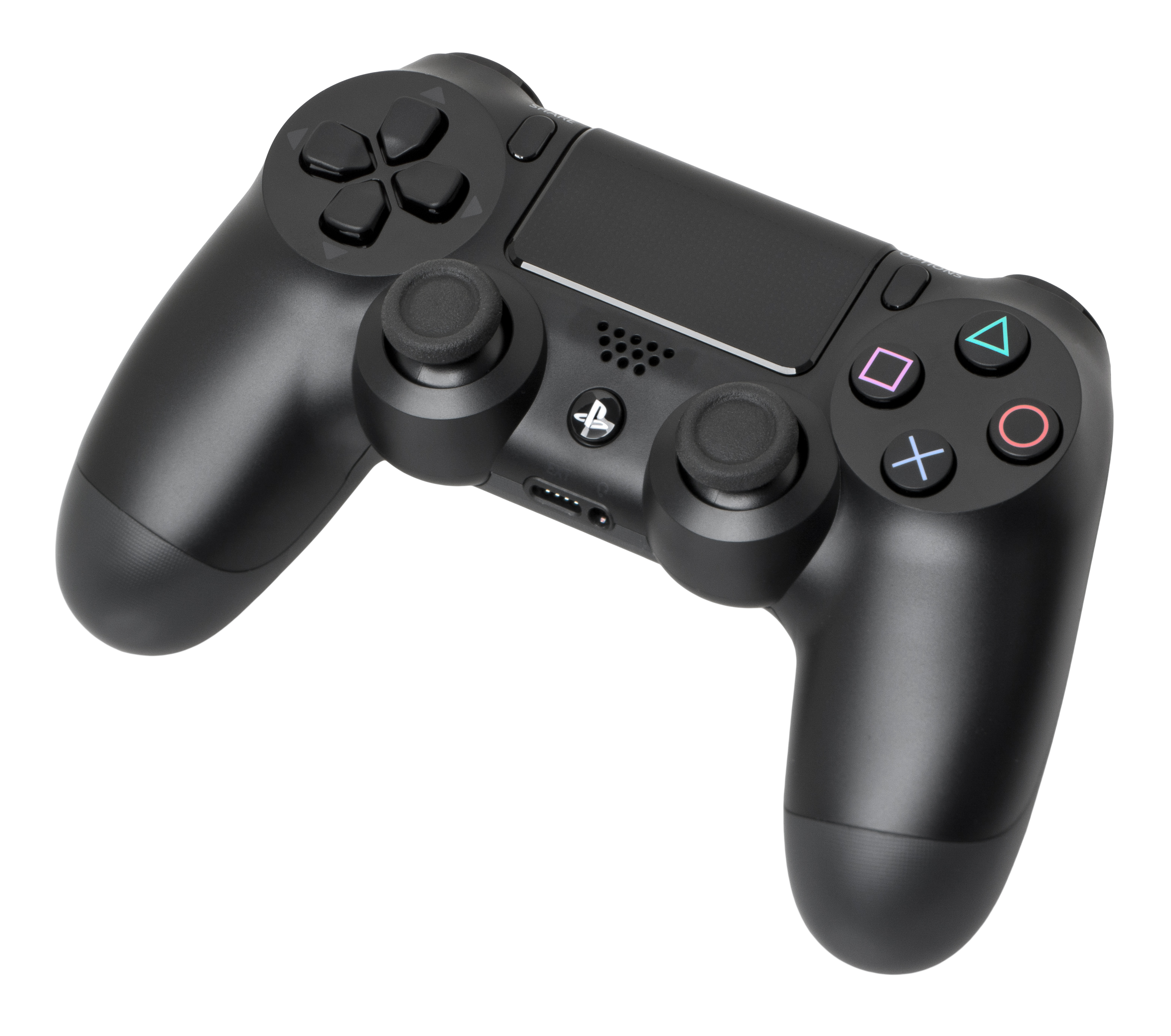
O DualShock 4.

O DualShock 4 tem os seguintes botões: o botão PS, o botão SHARE, o botão Opções, d-pad (direccionais), os botões de ação (triângulo , círculo , cruz , quadrado ), botões de ombro (R1/L1), gatilhos (R2/L2), dois joysticks analógicos com botão clicáveis (L3/R3) e uma base táctil de dois pontos. Estas mudanças marcam vários diferenças do DualShock 3 e de outros controladores anteriores da PlayStation. Os botões START e SELECT foram fundidos num único botão OPÇÕES. Um botão de SHARE (partilha) permite aos jogadores fazer uploads de vídeo a partir das suas experiências de jogo. Os joysticks analógicos e os gatilhos foram redesenhados com base em opiniões recolhidas junto dos produtores, apresentando agora uma superfície mais côncava, similar ao comando da Xbox 360.
O DualShock 4 tem uma barra de luz que exibe várias cores diferentes. A barra é usada para indicar qual o jogador, alertar mensagens críticas, como energia baixa, ou nas interacções com os jogos. A barra de luz não pode ser desligada, pode no entanto ser modificada para vários padrões de intensidade. O comando também interage com o acessório de câmara; o anexo de câmara externa percebe o movimento e a profundidade utilizando a barra de luz do controlador, com base na tecnologia existente já usada no PlayStation Move. A barra de luz foi desenvolvida para o projecto de realidade virtual da Sony, o Project Morpheus. A PlayStation 4 oferece suporte para os comandos PlayStation Move.

### PlayStation Camera

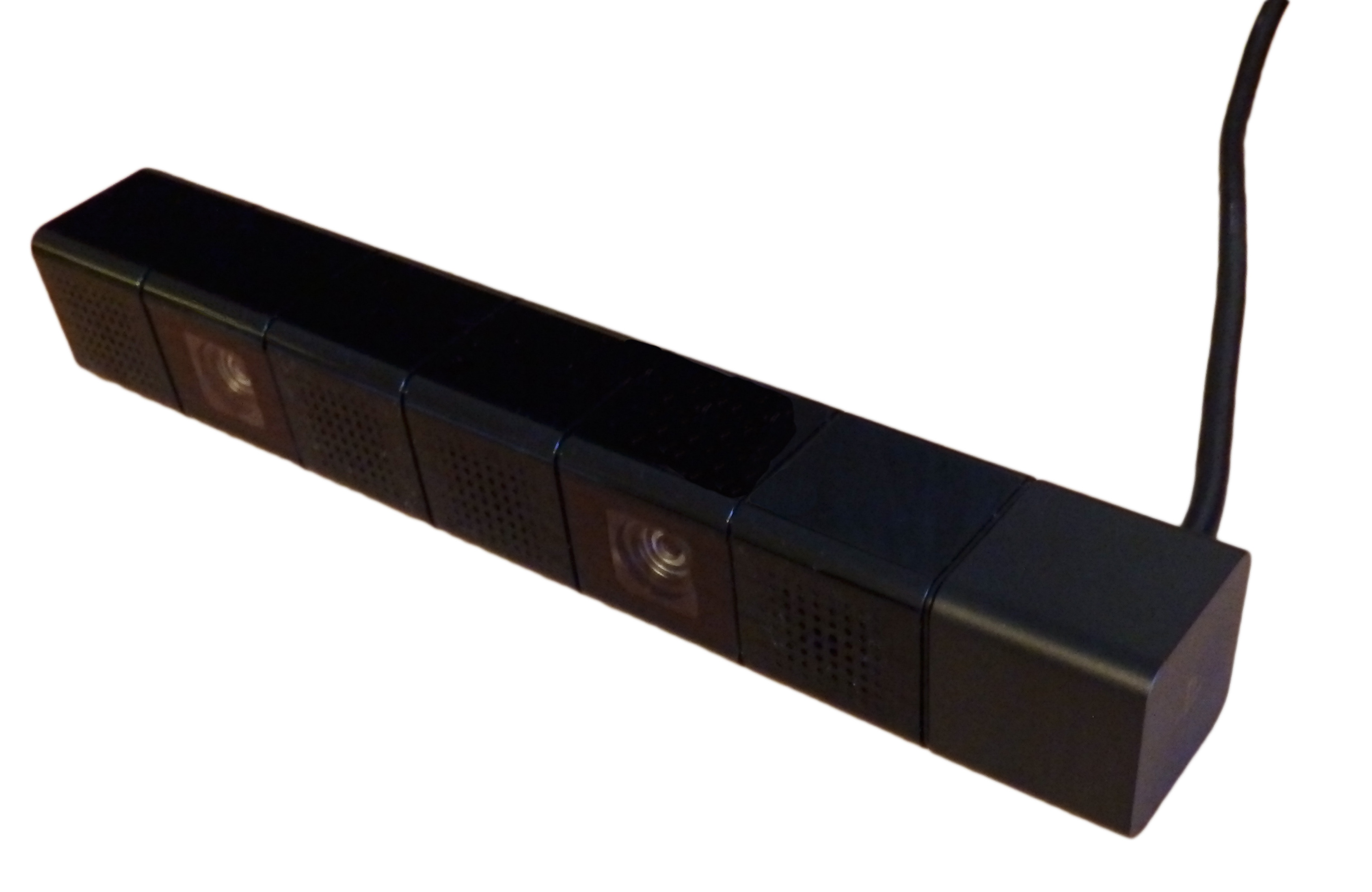
A PlayStation Camera.

A PlayStation Camera é um dispositivo para a PlayStation 4 que detecta movimentos. Inclui duas câmaras de 1280 × 800px. As lentes operam com uma abertura de f/2.0, com 30 cm de distância de focagem, e um campo de visão de 85°. A configuração da câmara dupla permite diferentes modos de operação, dependendo do aplicativo de destino. As duas câmaras podem ser utilizadas em conjunto para a profundidade de detecção de objectos dentro do seu campo de visão, semelhante ao Kinect da Microsoft. Alternativamente, uma das câmaras pode ser usada para gerar a imagem de vídeo, com a outra a ser utilizada para rastrear o movimento.
A PlayStation Camera conta com um microfone de quatro canais, que ajuda a reduzir o ruído de fundo e pode ser usado para emitir comandos de voz. Tem o tamanho de 186 × 27 × 27 mm (7,3 × 1,1 × 1,1 in) (largura x altura x profundidade), com um peso de 183 g (6,5 oz). Grava vídeo em formatos RAW e YUV (descomprimidos). A PlayStation Camera liga-se à PlayStation 4 através de uma entrada auxiliar na consola.
Sendo um acessório opcional, a PlayStation Camera é vendida em separado da consola, com preços US$59/€49/£44.

### Realidade virtual
A 19 de março de 2014 a Sony revelou o "Project Morpheus", um aparelho de realidade virtual para a PlayStation 4 com um visor de resolução de 1080p e 90º de ângulo de visão. Project Morpheus não é o produto final e ainda está em desenvolvimento, sem confirmação da data de lançamento e preço. Durante o TGS 2015 a Sony revelou que o nome oficial do projecto é PlayStation VR. Durante a Game Developers Conference de 2016 a Sony revelou que PlayStation VR tem lançamento previsto para outubro de 2016.

## Software e serviços

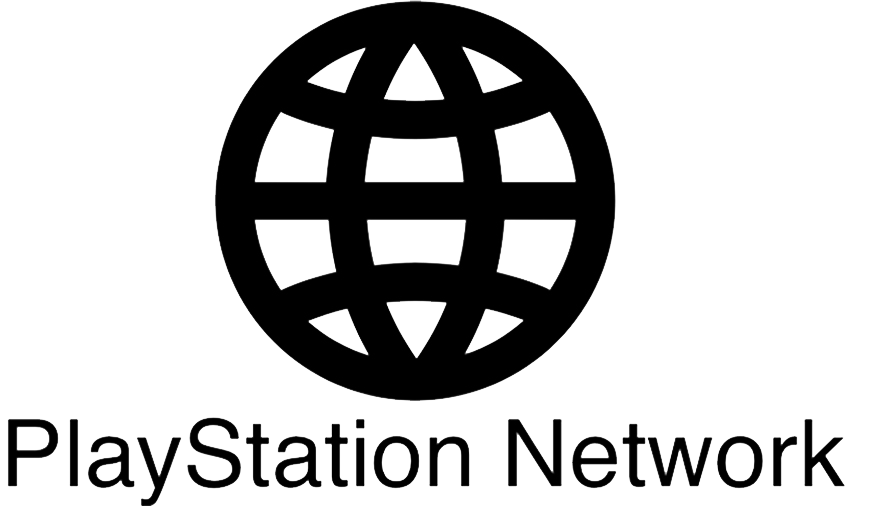
Logótipo da PlayStation Network.

A PlayStation 4 trabalha num sistema operativo de nome "Orbis OS" que é utilizado actualmente no protótipo usando um FreeBSD 9 Kernel. Apesar da PS4 não exigir uma ligação à Internet para funcionar, a Sony disse que PlayStation 4 é muito mais rica se ligada online. A PlayStation Network (PSN) permite aos jogadores acesso a uma variedade de serviços, a partir da PlayStation Store, incluindo os serviços Music Unlimited e Video Unlimited. Durante a E3 2013 foi revelado que a Sony Pictures está a criar um plano de programação original para a PlayStation 4. Os clientes podem pesquisar títulos na PlayStation Store e descarregar jogos via Gaikai para testá-los, quase instantaneamente.
O serviço PlayStation Plus é necessário para jogar multijogador online. uma politica nova nas consolas PlayStation. Jogos free-to-play, como por exemplo Warframe, Blacklight: Retribution, PlanetSide 2 ou DC Universe Online podem ser jogados sem subscrição, e as funções assíncronas, como tabelas de liderança online, estão também disponíveis para serem consultadas. No entanto, como é necessário subscrever ao serviço para multijogador online noutros títulos, a Sony não permite no sistema palavras passes dos editores. A Sony espera tornar a PlayStation 4 mais simples e imediata, para além de querer evoluir nos serviços oferecidos ao longo da vida da consola.

A interface do utilizador, o “PlayStation Dynamic Menu”.

A interface do utilizador foi completamente remodelada e o XrossMediaBar existente na PlayStation 3 foi retirado. Com o nome PlayStation Dynamic Menu, a interface é agora semelhante à da PlayStation Store na altura do anúncio. O ecrã inicial da PlayStation 4 também tem conteúdo personalizado dos amigos. O perfil do utilizador para os jogadores foi melhorado, mostrando a actividade recente, nome completo, troféus desbloqueados entre outros detalhes.
A PlayStation 4 conta com vários serviços fornecidos por terceiros, como o Netflix ou o Amazon Instant Video, disponíveis a partir da interface. Em adição, enquanto se usa um jogo é possível fazer várias tarefas, como usar um browser. Na altura do seu lançamento a consola tinha disponível onze aplicações na América do Norte: Amazon Instant Video, Crackle, Crunchyroll, EPIX, Hulu Plus, NBA Game Time, Netflix, NHL GameCenter LIVE, Redbox, VUDU e YuppT. Um serviço de TV online em nuvem, com o nome PlayStation Vue, começará os testes beta em novembro de 2014 nos Estados Unidos.
A partir de um microfone ou através da PlayStation Camera, os utilizadores podem controlar o interface com comandos de voz.

### Multimédia
A PlayStation 4 não suporta leitura de CDs, mas ficheiros MP3, ou a partir de servidores DLNA e de USB pode-se ler usando a aplicação Media Player.

### Navegador de internet
A PS4 inclui um navegador de internet baseado em WebKit, diferente da PS3 que usava um baseado em NetFront. O navegador da PS4 é baseado no moderno núcleo WebKit como o Google Chrome e o Apple Safari, e como resultado, dá-lhe uma pontuação impressionante em teste de HTML5, colocando a consola à frente de todas as outras.

### Segundo ecrã estreaming

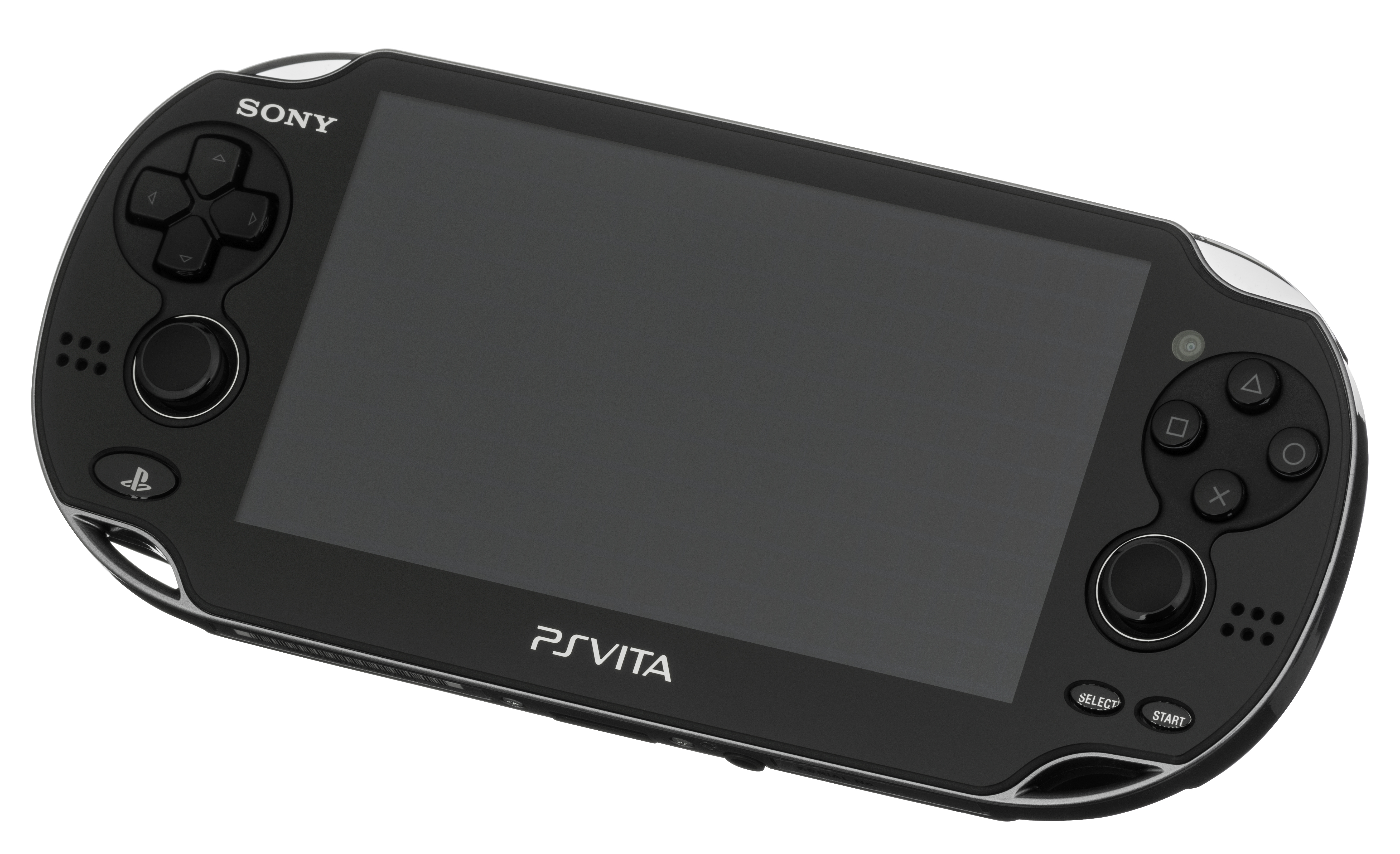
A PlayStation Vita pode ser usada para streaming de jogos.

Há a possibilidade de outros aparelhos em "segundo ecrã" interagirem com a PlayStation 4. Os dispositivos companheiros (smartphones, tablets e a PlayStation Vita) podem inclusive "acordar" a PlayStation 4. Um aparelho Xperia ou a PlayStation Vita, podem ser usados como dispositivos de segundo ecrã que podem passar vídeos em stream directamente da consola para o dispositivo móvel, permitindo assim que o jogo possa ser jogado remotamente. A Sony espera que grande parte dos jogos para PlayStation 4 possam ser jogados na PlayStation Vita. Os produtores poderão acrescentar controlos específicos para a Vita via Remote Play. Em maio de 2013 foi confirmado que a Sony obriga o Remote Play Vita em todos os jogos para PlayStation 4, excepto os que fazem uso da câmara estereoscópica, a PlayStation Camera. A Sony está a desenvolver uma aplicação que permitirá usar a característica Remote Play no PC/Mac.
A PlayStation Vita TV suporta compatibilidade Remote Play com a PlayStation 4, permitindo aos jogadores fazer stream de jogos PS4 numa outra televisão ligada à PS Vita TV. Também irá permitir aos usuários fazer stream de conteúdo de serviços de video como o Hulu ou Niconico, assim como ter acesso à PlayStation Store.
Com a aplicação PlayStation App, a Sony implementou características para usar num tablet, smartphone ou noutros dispositivo portátil, para interagir com a PlayStation 4, similar à Xbox SmartGlass para Xbox 360. A PlayStation App ficou disponível para os aparelhos iOS e Android a 13 de novembro de 2013 na América do Norte e a 22 de novembro na Europa. Os jogadores podem usar esta aplicação para várias funções incluindo comprar jogos PlayStation 4 e descarregá-los para a consola, ver vídeos ao vivo de jogos em stream e ver mapas dos títulos PlayStation 4.

## Características sociais
"Social" foi um dos cinco grandes princípios que a Sony falou durante o anuncio da PlayStation 4. Apesar da consola incluir um grande leque de conteúdos sociais, estes são opcionais e podem ser desactivados. Os jogadores podem usar o seu nome real para que os seus amigos saibam quem eles são, além de um apelido (nickname) para os jogos online, onde o anonimato é importante.
Com a versão 3.00 do firmware, usuários do Playstation 4 agora possuem a habilidade de criar comunidades baseadas em interesses comuns como jogos, gêneros e mais. Comunidades incluem um painel de mensagens com discussões gerais, capturas de tela dos jogadores e a habilidade de se juntar à conversas de chat ou jogos.

### Partilha
O controlador DualShock 4 inclui um botão de partilha (SHARE). Pressionando esse botão, o jogador pode percorrer os últimos minutos de um jogo para seleccionar um vídeo apropriado para partilhar. O vídeo pode ser carregado directamente da consola, seja para websites como o Twitter, YouTube ou Facebook ou para outros usuários da PlayStation Network. A 10 de dezembro de 2013 o botão "SHARE" era o responsável por mais de 20 milhões de minutos de jogo ao vivo, contabilizando um total de 10% de toda a actividade no Twitch.

### Transmissão ao vivo
Os jogadores podem ver ao vivo títulos que os seus amigos estão a jogar através do interface da PS4, com a ajuda de câmaras entre-jogos e de microfones incorporados. Com o nome SharePlay, os jogadores podem assistir, dar opiniões e ajudar os amigos a transpor obstáculos e transmitir ao vivo os seus próprios jogos através de serviços como o Ustream, youtube, Twitch e Niconico, permitindo que os amigos comentem e vejam através de outros navegadores de Internet e dispositivos.

### Share Play
A característica ‘Share Play’ (introduzida com a actualização 2.0 em outubro de 2014), permite aos usuários convidar um amigo para se juntar ao seu jogo via streaming, mesmo que ele não possua o jogo. Os usuários podem dar o controlo total do jogo ao amigo convidado, ou participar num jogo multijogador local como se este estivesse fisicamente presente. Share Play necessita de uma subscrição PlayStation Plus, e só pode ser usado uma hora por cada sessão.

## Jogos
Jack Tretton, chefe-executivo da Sony Computer Entertainment of America (SCEA), afirmou que os jogos para a PlayStation 4 têm preços desde US$0,99 até US$60,00, não marcando por isso um aumento de preços em relação à geração anterior. Em conversa com o site IGN, o CEO da Sony Computer Entertainment Europe, Jim Ryan, declarou que, mesmo com a "tendência crescente do consumo digital", o Blu-ray será o "principal veículo de distribuição nos grandes jogos na PS4." Os jogos na PlayStation 4 não são bloqueados por regiões.
Em resposta às preocupações em redor da possibilidade de medidas de DRM para bloquear as vendas de jogos usados (em particular, as politicas DRM inicialmente previstas para a Xbox One, que continham essas restrições), o CEO da SCEA Jack Tretton, explicitou em discurso durante a conferencia de imprensa da Sony na E3 que "não há restrições" nas revendas ou trocas nos formatos físicos para os jogos PS4, enquanto que Scott Rohde, chefe de produção dos produtos de software, disse que a Sony também estava a planear desaprovar as chaves online, ao afirmar que as politicas foram desenhadas para serem "amigas dos consumidores, dos retalhistas e dos publicadores." A consola também não exige uma ligação permanente à Internet para validações constantes via online.
A companhia espera facilitar a produção de jogos por parte de produtores independentes na PlayStation 4, Durante o evento E3 2013, a Sony revelou que permite aos produtores auto-publicarem os seus títulos na PlayStation Network para PlayStation 3, 4 e PlayStation Vita. Os produtores também poderão usar o PlayStation Blog e as contas Twitter e Facebook da Sony para promoverem os seus jogos para a PS4. Se for solicitado pelos produtores, a Sony também poderá fornecer feedback opcional para os jogos que estejam em produção. Também foi anunciado que pelo menos dez títulos de produtores independentes seriam lançados para PlayStation 4 até ao fim de 2013. A Sony confirmou que todos os seus estúdios internos bem como todos os estúdios de terceiros, já estão a trabalhar na PlayStation 4.
O sistema conta com a possibilidade de transferência de conteúdo digital, incluindo jogos completos, semelhantes ao que já está disponível para PlayStation Portable, PlayStation Vita e PlayStation 3. Todos os jogos de retalho para PlayStation 4 podem ser transferidos online, assim como todos terão demonstrações gratuitas. Em adição será possível ao jogador aceder à sua colecção de jogos digitais em qualquer consola PlayStation 4, fazendo ligação à conta onde foram comprados.

### PlayGo
Quando é selecionado um título em formato digital, apenas uma porção dos dados do jogo será transferida para o sistema antes de se poder iniciar (e.g. o primeiro nível), enquanto as partes restantes estão a ser transferidas enquanto se joga, reduzindo o tempo de espera. Se os usuários preferem jogar directamente a partir do disco Blu-Ray, o PlayGo irá instalar os dados do jogo no disco rígido, reduzindo o tempo de carregamento (loading). Tal é conseguido devido ao processador em segundo plano do sistema. Similarmente, as actualizações do sistema são descarregadas em segundo plano, perfeitamente, sem interrupções.
A PlayStation 4 também tem tecnologia que avalia as tendências, incluindo títulos que o jogador poderá gostar mais, e depois, em segundo plano e automaticamente, descarregar uma percentagem pequena desses jogos, mesmo em modo espera, para salvar tempo.

### Retro-compatibilidade
O hardware da PlayStation 4 não consegue ler nativamente títulos da PlayStation 3, consequência de se mover de uma arquitectura Cell da PlayStation 3 em favor de x86-64 para a PlayStation 4. A PlayStation 4 também não suporta títulos PlayStation 3 no formato (digital) PlayStation Network. Como uma solução de longo-prazo, a Sony está a considerar emulação ou opções em nuvem para os jogos da PlayStation Network para PS4 e Vita, através do Gaikai (que a Sony adquiriu em julho de 2012). No que diz respeito ao suporte nativo, Shuhei Yoshida da Sony Worldwide Studios disse "suporte nativo, não, obrigado." O Gaikai já é usado pela consola como apoio ao Remote Play.
Em novembro de 2015 foi confirmado pela Sony que a companhia está a trabalhar num emulador para puder utilizar jogos da PlayStation 2 na PS4.

### PlayStation Now
Em dezembro de 2014, Andrew House disse que a Sony planeava lançar o serviço Gaikai para a PlayStation 4 durante os primeiros meses de 2014, com lançamento europeu em 2015. Durante o Consumer Electronics Show e 7 de janeiro de 2014, a Sony revelou o PlayStation Now, um serviço em nuvem para os jogos PlayStation. O serviço irá inicialmente permitir aceder a jogos PlayStation 3 na PlayStation 4, comprar jogos individualmente ou através de uma subscrição. A Sony refere que é recomendável que os jogadores tenham uma ligação em banda larga com velocidade mínima de 5Mbps, para conseguirem ter aquilo que é considerado como um "bom desempenho." O serviço entrou numa fase beta fechada em janeiro de 2014, e em beta pública no dia 31 de julho de 2014. O lançamento oficial do serviço ocorreu a 13 de janeiro de 2015.

### Títulos de lançamento
Foram editados vinte e dois títulos aquando do lançamento da PlayStation 4, incluindo os exclusivos Killzone: Shadow Fall, Resogun e Knack; e os multiplataforma como Call of Duty: Ghosts, Battlefield 4, Warframe, FIFA 14, Injustice: Gods Among Us Ultimate Edition e Assassin's Creed IV: Black Flag.

## Recepção

### Pré-lançamento
"É claro que a PlayStation 4 está sendo conduzida com a colaboração entre o Oriente e o Ocidente [...] Os produtores estão totalmente envolvidos, activos, a discutir e fazer coisas muito boas em colaboração."

— Mark Rein, Epic Games
A recepção à consola foi muito positiva, tanto por parte dos produtores como dos jornalistas. Mark Rein da Epic Games elogiou a arquitectura "aumentada" do sistema da Sony, descrevendo-o como "uma peça de hardware fenomenal". John Carmack, programador e co-fundador da id Software, também comentou o design "a Sony fez escolhas espertas de engenharia", enquanto Randy Pitchford da Gearbox Software expressou satisfação pela quantidade de memória de alta velocidade existente na consola. A Eurogamer chama à tecnologia de gráficos da PS4 "impressionante" e uma grande melhoria sobre as dificuldades que os produtores encontraram ao produzir para PlayStation 3.
Ted Price, president e CEO da Insomniac Games, disse: "Como parceiro da Sony já de alguns anos, temos gostado muito da tecnologia das consolas ao longo das décadas e parece que a PS4 irá continuar com essa tendência. O mundo da produção para as consolas querem sempre mais poder, mais memória, mais capacidade, tempos de carregamento mais rápidos... a Sony mostrou-nos que ter esses melhoramentos com esta nova consola. No entanto nós na Insomniac adoramos criar novos IP's, e o que parece realmente bom é a tecnologia Gaikai, que permite aos jogadores experimentar IP de consola em vários tipos de aparelhos."
Depois da conferencia de imprensa da Sony na E3 2013, a IGN escreveu que a PS4 e os seus jogos são "bons", enquanto que a atitude em relação ao preço é o mais "correcto". A IGN concordou com a Sony sobre se "te interessas por jogos, comprarás uma PlayStation 4". O disco rígido da PlayStation 4 por ser removível e actualizado também teve direito a elogios por parte da IGN, com Scott Lowe a comentar que essa decisão dá à PS4 "outra vantagem" sobre a Xbox One, que tem um disco rígido inacessível.
A GameSpot também refere que a PlayStation 4 é "a escolha do jogador para a próxima geração", referindo o preço, a inexistência de DRM restritivo, e o mais importante, o esforço da Sony para "conhecer os seus consumidores" e por "respeitar a sua audiência" como factores principais. O editor da GameSpot Tom McShea escreveu que "ao dizer não ás restrições aos jogos usados e ao sempre-online que a Microsoft tão orgulhosamente está a implementar na Xbox One, a Sony elevou a PlayStation 4 como a consola a agarrar durante a época festiva."

#### Preço no Brasil
A 17 de outubro de 2013 a Sony anunciou que a PlayStation 4 custaria no Brasil R$ 3 999. Foi explicado por um representante da Sony Brasil que a razão é sobretudo devido às elevadas taxas de importação feitas pelo governo brasileiro, que segundo o estimado, representam cerca de 60 a 70% do custo. Mark Stanley, director geral da Sony para a América Latina, lançou um comunicado a 21 de outubro no que diz respeito ao preço da consola, revelando que as taxas e impostos de importação do governo brasileiro equivalem a 63% do custo (R$2 524), atualmente o console já é montado no Brasil tendo seu preço reduzido para R$2 600,00 em um primeiro momento.

### Pós-lançamento
A PlayStation 4 recebeu criticas favoráveis por parte dos analistas. Scott Lowe da IGN deu a pontuação de 8,2/10 e elogiou o design, o DualShock 4 e a integração social, mas no entanto criticou o facto do sistema ter um software em que falta algumas características e que o hardware estava muito em desuso, mais especificamente a base táctil do DualShock 4. A IGN comparou a Xbox One com a Playstation 4 em várias categorias, permitindo aos leitores do site votar naquela que preferiam. A PlayStation 4 ganhou em todas as categorias, e a IGN deu à consola o ‘Prémio Escolha do Público’.
O The Gadget Show fez uma análise positiva elogiando muito o Remote Play. O DualShock 4 também foi elogiado, principalmente pelos novos botões gatilho e os comandos direccionais. No entanto a consola foi criticada por necessitar de uma subscrição no serviço PlayStation Plus para aceder ao multijogador online, e por não ter suporte de leitura de média fazendo notar que esta não consegue ler ficheiros a partir de um dispositivo externo. Peter Brown da GameSpot também fez uma análise positiva da consola. Elogiou o design e o controlador que foi "reinventado para melhor". Refere que, ao contrário do lançamento da PlayStation 3, a Sony acertou em quase tudo desde o início com a PlayStation 4. Brown também referiu que o foco nos videojogos é aparente e que nesse aspecto a consola tem vantagens claras no desempenho, quando comparada com a Xbox One. Criticou o facto de não ter suporte para a ultima versão Wi-Fi e não ter outras características, mas que no entanto podem ser acrescentadas com actualizações futuras.
O Polygon deu a pontuação de 7.5/10 e elogiou muito o design ao referir que a PlayStation 4 é "a peça de hardware mais atractiva que a Sony criou". Diz igualmente que o DualShock 4 é o melhor comando de sempre criado pela empresa mas que no entanto tem uma bateria que tem pouca duração quando comparado com os anteriores. Também elogiou o Remote Play mas que no entanto ainda é uma característica limitada, em que se pode perder a ligação facilmente quando o jogador se afasta um pouco do router. O editor conclui a análise a dizer que a consola tem o foco principal nos jogo e apenas nos jogos mas que à data a PlayStation 4 tendo apenas a recomendar a compra de Resogun. Ben Gilbert do Engadegt também tem uma opinião similar ao Polygon e refere que a consola é rápida e poderosa, tem um design bonito, e o DualShock 4 "é o melhor comando de sempre criado pela Sony". Mas no entanto criticou a duração da bateria do comando.
Kyle Orland da Ars Technica questiona-se que apesar de sete anos de diferença desde a última consola, o "factor de exclamação" em relação aos gráficos não é tão grande como em saltos entre gerações passadas. Orland diz que o DualShock 4 é provavelmente o elemento mais forte da consola apesar de ter elogiado também o Remote Play e o design. The Verge deu a pontuação de 7.7/10 e diz que por agora há pouco incentivo em comprar a consola porque além de ter poucos jogos que valem o preço, a biblioteca vasta que está ao dispor da PlayStation 3 é bem mais atractiva. No entanto diz que a PS4 será a consola que o jogador desejará porque tem um excelente controlador, muito poder e um interface simples e focado em jogos.
James Rivington da TechRadar deu 4 em 5 estrelas e deu como pontos fortes o comando, o desempenho e os gráficos da consola, o Remote Play e o serviço PlayStation Plus. Como pontos fracos refere a falta de jogos, a falta de DLNA e a impossibilidade de ler MP3. No entanto, Rivington será uma questão de tempo para o sistema melhorar referindo que "a PS4 será um sistema completo com mais uns jogos e características" e que "ainda estamos à espera daquele jogo que valha a pena dizer 'sim, é porque causa disto que comprei uma PlayStation 4'". Ryan Fleming da Digital Trends tem opinião semelhante ao referir que a consola tem como pontos fracos a falta de suporte para DLNA e MP3, mas que no entanto muitas das características "ainda estão a caminho" e que o "hardware poderoso ainda não atingiu todo o seu potencial." Elogiou muito o comando, a interface e a possibilidade de se puder fazer várias tarefas ao mesmo tempo e que com a PS4 justifica ter uma PlayStation Vita.
Pouco depois do lançamento, notou-se que alguns jogos lançados em várias plataformas tinha uma resolução maior na PlayStation 4, ao contrário de outras consolas. Kirk Hamilton do Kotaku referiu essas diferenças em jogos como Call of Duty: Ghosts e Assassin's Creed IV: Black Flag que corriam a 720p e 900p na Xbox One, respectivamente, e 1080p na PS4. Paul Tassi da revista Forbes comparou os pontos de vista tendo em conta as resoluções e os frame rates nas duas consolas, concluindo que a diferença entre 720p no xbox one e 1080p no PS4 é perceptível, o facto de se saber que uma tem menos poder, pode persuadir os consumidores a escolherem a PS4 ao invés da Xbox One.

## Vendas
| Região                    | Unidades vendidas                     |
| ------------------------- | ------------------------------------- |
| Estados Unidos da América | 30 milhões (15 de setembro de 2019)   |
| França                    | 1 milhão (17 de dezembro de 2014)     |
| África do Sul             | 40 000 (17 de outubro de 2014)        |
| Alemanha                  | 1,6 milhões (5 de maio de 2015)       |
| Japão                     | 1,4 milhões (26 de abril de 2015)     |
| Espanha                   | 700 000 (17 de junho de 2015)         |
| Portugal                  | 100 000 (04 de maio de 2015)          |
| Reino Unido               | 2 milhões (05 de maio de 2015)        |
| Global                    | 102,8 milhões (30 de outubro de 2019) |

Depois da E3 2013, com a excepção de quatro retalhistas, a PlayStation 4 ficou em primeiro lugar como a consola de escolha na grande parte das vendas de pré-reserva. Em agosto de 2013, já tinham sido feitas mais de um milhão de pré-reservas para a PlayStation 4.
A 17 de novembro de 2013, a Sony anunciou que nas primeiras 24h foram vendidas mais de um milhão de PlayStation 4 na América do Norte. A 3 de dezembro de 2013, mais de 2,1 milhões de consolas já tinham sido vendidas mundialmente. No Reino Unido, a PlayStation 4 tornou-se na consola que mais vendeu no lançamento, com mais de 250 000 unidades vendidas em 48 horas, gerando mais de £48 milhões, e 530 000 nas primeiras cinco semanas, tornando-se a segunda consola que mais rapidamente chegou ao milhão de unidades vendidas, atrás da Wii. Em maio de 2015 a Sony afirmou que já tinham sido vendidas mais de 2 milhões de unidades no Reino Unido. Na Austrália tornou-se na consola que mais rapidamente vendeu, batendo recordes de pré-reservas de produtos Sony para aquele país. Em Portugal foram vendidas cerca de 21 mil PS4 desde o lançamento a 29 de novembro até 31 de dezembro de 2013, tornando-se no "mais bem-sucedido de todos os lançamentos de consolas" naquele território, totalizando mais de 100 000 unidades em maio de 2015.
A 7 de janeiro de 2014, Andrew House anunciou durante um discurso no Consumer Electronics Show que a PlayStation 4 já tinha vendido mais de 4,2 milhões de unidades antes do fim de 2013, com mais de 9,7 milhões em vendas de software. A 18 de fevereiro de 2014, a Sony afirmou que a 8 de Fevereiro, já tinham vendido mais de 5,3 milhões de consolas depois do lançamento nos mercados norte-americanos e europeus; a companhia também revelou que a PS4 foi a consola mais vendida durante o mês de janeiro de 2014 nos Estados Unidos.
A 25 de fevereiro de 2014 foi revelado pelo site da revista Famitsu, que foram vendidas 322 083 consolas no Japão durante as primeiras 48hrs. A Famitsu também comparou com o lançamento em 2006 da PlayStation 3 naquele território, que tinha vendido 88 443 unidades no mesmo período homólogo. A 6 de abril de 2014, 7 milhões de unidades já tinham sido vendidas e a 13 de abril de 2014, as vendas de software para a PS4 já tinham ultrapassado os 20,5 milhões. Em julho de 2014 foi dito que a PlayStation 4 era a consola mais vendida nos E.U.A. pelo sexto mês consecutivo. Em agosto de 2014, durante a conferência de imprensa da Sony na Gamescom, foi afirmado que a consola já tinha ultrapassado a marca das 10 milhões de unidades vendidas, e na data de 31 de outubro de 2014, já tinham sido vendidas 3,3 milhões de unidades durante o terceiro quarto de 2014, totalizando um total de 13,5 milhões de consolas vendidas. A 6 de janeiro de 2015, a Sony referiu em comunicado que durante o período de Natal e Ano Novo foram vendidas 4,1 milhões de PS4 perfazendo um total de mais de 18,5 milhões de unidades vendidas mundialmente.
Em abril de 2015 a Sony revelou que durante o ano fiscal de 2014 (com final a 31 de março de 2015), foram vendidas 17,9 milhões de consolas domésticas, dos quais 14,8 milhões correspondem à PS4, totalizando mais de 22,3 milhões de consolas vendidas mundialmente.
Em junho de 2015, a PlayStation 4 tinha em todos os países da Europa uma quota de mercado de pelo menos 70%, com uma frequência superior a 90% na Europa continental.
A 22 de novembro de 2015 já tinham sido vendidas mais de 30 milhões de unidades, um recorde para uma consola da Sony, dois meses antes da PlayStation 2, que no final do seu ciclo tinha acumulado 155 milhões de unidades vendidas.
Em janeiro de 2018 o console se tornou o 10º videogame mais vendido da história ao atingir a marca de 73,6 milhões de unidades vendidas ultrapassando o número de vendas do Nintendo 3DS.
Em maio de 2020, a Sony anunciou que o PlayStation 4 vendeu, até dia 31 de março de 2020, 110,4 milhões de unidades em todo o mundo.

## Edições de retalho
Foram lançadas algumas versões para retalho pela Sony, muitas vezes com a cobertura da consola decorada sobre uma série (de jogos ou não) em particular ou de algum pais. Inicialmente, algumas estavam apenas disponíveis no Japão.
- A PS4 "Fox Edition", anunciada em fevereiro de 2014 e inclui o jogo Metal Gear Solid V: Ground Zeroes. Tem o emblema da Force Operation X (FOX) relativo à serie Metal Gear.[248]

A consola e o comando DualShock 4 da edição Star Wars.

- Uma consola vermelha e preta Final Fantasy foi lançada no Japão em março de 2015. Inclui uma cópia de Final Fantasy Type-0 HD e um código para a demonstração de Final Fantasy XV.[249]
- Duas consolas especiais Yakuza 0, da série Yakuza, ficaram disponíveis no Japão: a edição Kazuma Kiryu e a edição Goro Majima. Ambas disponíveis em duas cores e com as icônicas tatuagens respectivas em cada uma.[250]
- Similar as consolas Yakuza, as edições pretas e brancas de God Eater 2: Rage Burst foram vendidas no Japão quando foi lançado o conteúdo adicional referente ao jogo, em fevereiro de 2015.[251]
- Uma consola prateada "metallic slime" foi lançada em fevereiro de 2015 para marcar o lançamento de Dragon Quest Heroes.[252]
- Em dezembro de 2014, para marcar o vigésimo aniversário da PlayStation foi lançada uma PS4 com o mesmo sistema de cores da consola original de 1994.[253]
- Uma edição limitada do jogo Batman: Arkham Knight, foi anunciada em março de 2015.[254] Tem cores cinzento/prata com a silhueta de Batman na face principal da consola. Estavam incluídos também uma cópia do jogo e uma versão prateada do comando DualShock 4.
- Anunciada em agosto de 2015 durante o evento D23 Expo da Disney, a consola PS4 que tem desenhada o personagem Darth Vader e o logótipo da série Star Wars, faz parte de dois pacotes que serão lançados em novembro de 2015: o ‘Limited Edition Star Wars Battlefront PS4’ e o ‘Limited Edition Disney Infinity 3.0: Star Wars PS4’. Ambos incluem ainda um comando DualShock 4 personalizado com as cores do personagem, entre outros bônus como jogos e figuras colecionáveis inspirados na série.[255]

Em julho de 2015, a Sony anunciou uma versão revista da PlayStation 4, com menor consumo, mais silenciosa, um design ligeiramente diferente, botões físicos e com um disco rígido com capacidade de 1TB.

## Revisões de Hardware

PS4 Slim (esquerda) e PS4 Pro (direita) com o controlador DualShock 4.

### Playstation 4 Slim
O PlayStation 4 Slim (simplesmente comercializado como PlayStation 4 ou PS4) foi revelado em 7 de setembro de 2016. É uma versão significamente menor e mais barata do hardware do PS4 original e com o tamanho reduzido em 40%; o design é arredondado e o sombreamento de dois tons na parte superior do console foi substituído por um acabamento totalmente fosco, as duas portas USB na parte frontal são mais separadas. O controle DualShock 4 também vem com uma mudança, com a barra de luz visível através da parte superior do touchpad. O PS4 Slim foi lançado em 15 de setembro de 2016, com 500 GB de HD, além da opção de troca do HD interno até 4 TB e com corte de preço. O número de linha do modelo é CUH-2000.

### PlayStation 4 Pro
O PlayStation 4 Pro ou simplesmente PS4 Pro também foi revelado em 7 de setembro de 2016. Seu modelo tem o número de linha CUH-7000. É uma versão atualizada do PlayStation 4, com um hardware melhor, incluindo uma GPU atualizada com 4,2 teraflops de poder de processamento e maior capacidade de CPU. Quando ele foi modelado tinham em mente claramente o suporte a 4K usando Checkboarding, já que isso no foi dito claramente no anúncio do lançamento. É possível fazer streaming de vídeos na resolução 4K e melhor integração ao PlayStation VR. Todos os jogos de PS4 e PS4 Pro são compatíveis entre si, a única diferença é que eles rodarão com melhor qualidade gráfica na versão Pro.